# Bobby Sherwood

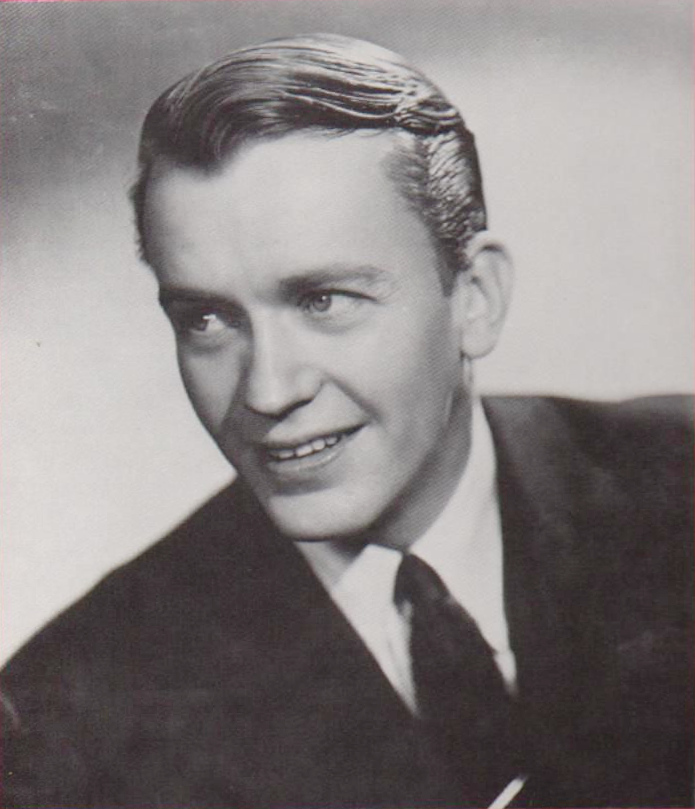
Bobby Sherwood

Robert J. Sherwood (Indianapolis, 30 mei 1914 - Auburn, 23 januari 1980 of 1981) was een multi-instrumentalist (trompet, gitaar, banjo, trombone, piano en tuba), bigbandleider, componist en arrangeur in het swing-tijdperk. Ook was hij acteur en radio- en televisiepresentator.

## Biografie
Sherwood trad als 10-jarig kind al op in de vaudeville-groep van zijn ouders, Bob-Gayle Sherwood & Co, waarin hij zong, danste en de banjo speelde. Halverwege de jaren dertig werd hij gitarist in de band van Bobby Crosby als opvolger van Eddie Lang: hij zou hier tot 1942 werken. In die tijd was hij ook studiomuzikant bij MGM en leidde de band in de radioshow van Eddie Cantor. Tevens speelde hij kort in de band van Artie Shaw. Sherwood speelde in die tijd mee op plaatopnames van onder meer de Boswell Sisters (1932-1934) en Cleo Brown (1935-1936) en leidde in april 1940 het orkest dat Judy Garland begeleidde op plaatopnames voor Decca. Garland was geen onbekende voor Sherwood: hij was indertijd met Garland's zus Dorothy getrouwd.

## Bigband
Van 1942 tot 1948 leidde hij een eigen bigband, die vooral in Los Angeles speelde. De groep maakte opnames voor het toen jonge platenlabel Capitol en de eerste plaat, uitgebracht in juli 1942, was meteen een hit: "The Elk's Parade". Na dit succes ging de band ook uitgebreid in het land toeren, maar door de recording ban in de jaren 1942-1944 werden er voorlopig geen nieuwe platen meer gemaakt. Het duurde een jaar voor er weer een plaat uitkwam. Vanaf 1946 speelde hij in Avadon Ballroom in Los Angeles en na een korte onderbreking voor acteerwerk in de Broadway-show Hear That Trumpet, vanaf 1947 in Casino Gardens Ballroom. Hij maakte nog verschillende plaatopnames, maar doekte rond 1949 zijn orkest op om zich vooral bezig te kunnen houden met acteerwerk. In de periode 1942-1949 speelde hij mee bij opnames van onder andere Johnny Mercer, Red Norvo en Julia Lee. 

## Tv en film
Eind jaren veertig liep zijn platencontract met Capitol af, waarna hij in 1950 met een studio-orkest met onder meer Kai Winding een paar 78 toerenplaten voor Mercury maakte. In 1954 verschenen op Coral twee singles, waarop hij alle instrumenten bespeelde, en kort daarna een lp op Jubilee Records. Sherwood concentreerde zich in die tijd op acteerwerk. Al in 1948 was hij voor het eerst op de tv verschenen, vanaf 1950 was hij hierop een regelmatige verschijning. Zo was hij host van "Quick as Flash" (1953) en het  programma "Stars on Parade" (tot juni 1954). Ook was hij verschillende keren gast in de populaire tv-show van Milton Berle, een vriend van Sherwood en peetvader van zijn zoon Billy. In 1957 had hij een rol in Pal Joey, naast onder meer Frank Sinatra en Kim Novak. In latere jaren werkte Sherwood voornamelijk als diskjockey.
Sherwood was vier keer getrouwd en kreeg vier kinderen: twee van hen, Billy en Michael zijn muzikanten.

## Discografie (selectie)
- The Show that Never Aired (radioprogramma Eddie Cantor oktober 1940, met o.m. Dina Shore), Original Cast, 1995
- Issued Recordings 1942-1947, Jazz Band, 1999
- Bobby Sherwood and His Orchestra 1944-1946, Circle, 1999
- 1942/1945 Live Broadcasts, Soundcraft, 2006
- Big Band Swing of the 1940's, Vintage Masters, 2012